# Hans Paalzow
Hans Paalzow (* 9. November 1862 in Lohm/Ostprignitz; † 20. März 1945 in Berlin) war ein deutscher Rechtswissenschaftler und Bibliothekar.

## Wirken
Hans Paalzow legte seine Reifeprüfung 1880 am Joachimsthalschen Gymnasium in Berlin ab und studierte dann Rechtswissenschaft und Staatswissenschaft an den Universitäten Berlin und Tübingen (Sommersemester 1881). 1883 legte er die erste juristische Staatsprüfung ab, 1888 die zweite Prüfung. Nachdem er von 1883 bis 1889 im Justizdienst bei verschiedenen Gerichten tätig war, promovierte er 1889 an der Universität Berlin. Im gleichen Jahr trat er an der Preußischen Staatsbibliothek in den wissenschaftlichen Bibliotheksdienst ein. Abgesehen von einer Tätigkeit an der Universitätsbibliothek Marburg (1899 bis 1902) war er bis 1924 an der Preußischen Staatsbibliothek tätig, seit 1907 im Rang eines Abteilungsdirektors. 1905 wurde ihm der Professorentitel verliehen, 1917 der Titel „Geheimer Regierungsrat“.
Von 1913 bis 1916 wirkte Paalzow als Mitglied im Geschäftsführenden Ausschuss bzw. im Verwaltungsrat der neu gegründeten Deutschen Bücherei in Leipzig und dort an der Formulierung der Sammelaufgaben dieser Bibliothek mit. Hierzu gehörten vor allem die bibliographischen Aufgaben der Deutschen Bücherei.

## Schriften
- Zur Lehre von den Römischen Popularklagen. Reinecke, Berlin 1889 (Dissertation Universität Berlin, mit Lebenslauf) (Digitalisat).
- Die Pflichtexemplare und ihre Gegner. In: Zentralblatt für Bibliothekswesen, Bd. 18 (1901), S. 151–159.
- Zur Polenfrage. 2 Rechtsgutachten. Liebmann, Berlin 1902.
- Einiges über die italienischen Stadtrechte. In: Beiträge zur Bücherkunde und Philologie. August Wilmanns zum 25. März 1903 gewidmet. Harrassowitz, Leipzig 1903, S. 371–388.
- Die akademische Freiheit der Studenten. In: Deutsche Rundschau, Bd. 31 (1905), H. 7, S. 131–145.
- Einheitliche Katalogisierung und Zetteldruck. In: Zentralblatt für Bibliothekswesen, Bd. 22 (1905), S. 406–445 (mit Diskussionsbeiträgen).
- Ernst Förstemann †. In: Zentralblatt für Bibliothekswesen, Bd. 23 (1906), S. 552–563.
- Das Kaiserreich Japan. Paetel, Berlin 1908.
- (mit Hans Loubier): Die Beschaffenheit des heutigen Leders und anderer Einbandstoffe. Ihr schneller Verfall, dessen Ursachen und Massregeln zum Schutze dagegen. In: Zentralblatt für Bibliothekswesen, Bd. 27 (1910), S. 322–349.
- Die neuen Forschungsinstitute und die Zukunft der deutschen Universitäten. In: Die Grenzboten. Zeitschrift für Politik, Literatur und Kunst, Bd. 69 (1910), S. 337–344.
- Bibliotheken. In: Karl Friedrich Ludwig von Behr-Pinnow (Hrsg.): Soziale Kultur und Volkswohlfahrt während der ersten 25 Regierungsjahre Kaiser Wilhelm II. Ein Gedenkwerk in ausgewählten Einzelabschnitten. Stilke, Berlin 1913, S. 85–92.
- Die Deutsche Bücherei in Leipzig. Börsenverein der Deutschen Buchhändler, Leipzig 1913.
- Ein unbekanntes Werk des Abtes de Rancé. In: Fünfzehn Jahre Königliche und Staatsbibliothek. dem Scheidenden Generaldirektor Exz. Adolf von Harnack zum 31. März 1921 überreicht von den wissenschaftlichen Beamten der Preußischen Staatsbibliothek. Preußische Staatsbibliothek, Berlin 1921, S. 69–76.
- Die deutschen wissenschaftlichen Bibliotheken und das Antiquariat. In: Max Buchner u. a.: Aus Wissenschaft und Antiquariat. Festschrift zum 50jährigen Bestehen der Buchhandlung Gustav Fock GmbH. Fock, Leipzig 1929, S. 202–227.
- August Wilmanns, Generaldirektor der Königlichen Bibliothek in Berlin. Ein Bild seines Lebens zum 25. Todestage. In: Zentralblatt für Bibliothekswesen, Bd. 60 (1943), S. 1–33 und 105–132.